# Edmonson, Texas
Edmonson là một thị trấn thuộc quận Hale, tiểu bang Texas, Hoa Kỳ. Năm 2010, dân số của thị trấn này là 111 người.

## Dân số
- Dân số năm 2000: 123 người.
- Dân số năm 2010: 111 người.